# ستيفن شيبرد
ستيفن شيبرد هو أكاديمي كندي، (و. 1900  م).